# Montigny-lès-Metz
Pour les articles homonymes, voir Montigny.
Montigny-lès-Metz est une commune française située dans le département de la Moselle, en région Grand Est.

## Géographie

### Localisation
Enlacée par la Moselle et son affluent droit, la Seille, traversée par le canal de Jouy-aux-Arches dans sa partie nord, Montigny-lès-Metz est urbanisée sur la quasi-totalité de son territoire. Sa densité de population est d’ailleurs supérieure à celle de Metz, sa voisine, préfecture de la Moselle et chef-lieu de la région Lorraine : 3 217 contre 2 804 habitants au km² ce qui en fait la quatrième ville du département avec 21 551 habitants après Thionville et Forbach qui ont le rang de sous-préfecture et juste devant Sarreguemines à population quasi-égale.
Montigny-lès-Metz est située dans l’ouest de l’agglomération messine, dans laquelle elle se trouve totalement intégrée. Les limites avec les communes avoisinantes sont d’ailleurs imperceptibles, si ce n’est par les panneaux d’entrée et de sortie d'agglomération. La ville de Metz borde Montigny sur tout son côté est, Longeville-lès-Metz au nord, Marly au sud et Moulins-lès-Metz (quartier Saint-Pierre) au sud-ouest. À l’ouest se trouve la petite ville de Scy-Chazelles avec laquelle Montigny n’est reliée que par le pont de chemin de fer qui surplombe la Moselle.
La commune est traversée par plusieurs artères de circulation importantes, comme la rue de Pont-à-Mousson (route nationale 57) se dirigeant vers Moulins-lès-Metz et Pont-à-Mousson ou la rue du Général-Franiatte allant vers Marly. Le centre de Metz n’est pas très éloigné et le quartier du jardin botanique de Metz situé sur le territoire de Montigny, n’en est distant que de moins de 2 km.

### Hydrographie
La commune est située dans le bassin versant du Rhin au sein du bassin Rhin-Meuse. Elle est drainée par la Moselle, la Moselle canalisée, la Seille, le canal de Jouy et le bras St Symphorien.
La Moselle, d’une longueur totale de 560 kilomètres, dont 315 kilomètres en France, prend sa source dans le massif des Vosges au col de Bussang et se jette dans le Rhin à Coblence en Allemagne.
La Moselle canalisée, d'une longueur totale de 135,2 km, prend sa source dans la commune de Pont-Saint-Vincent et se jette dans la Moselle à Kœnigsmacker, après avoir traversé 61 communes.
La Seille, d'une longueur totale de 137,7 km, prend sa source dans la commune de Maizières-lès-Vic et se jette dans la Moselle à Metz en limite avec Saint-Julien-lès-Metz, après avoir traversé 57 communes.

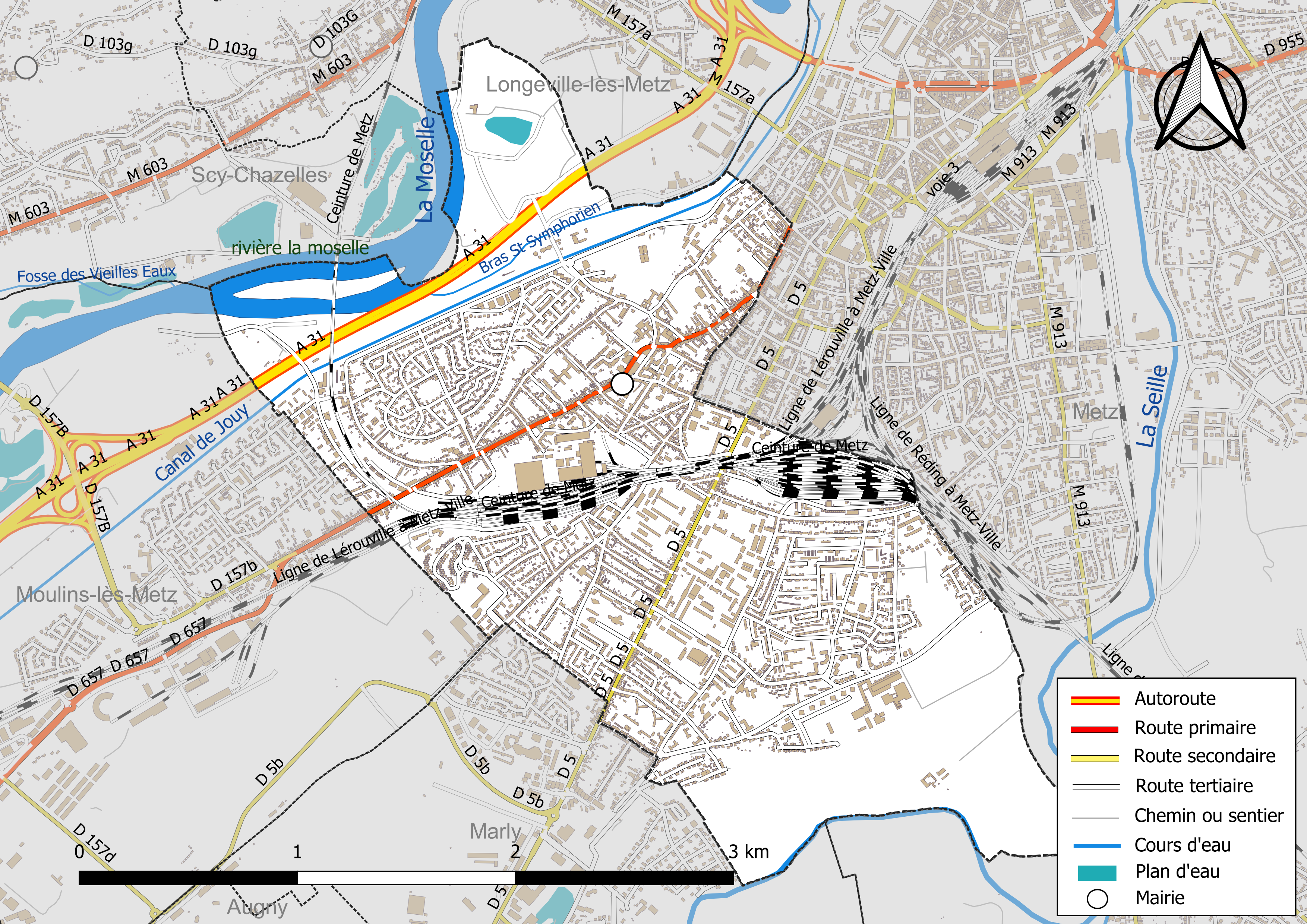
Réseaux hydrographique et routier de Montigny-lès-Metz.

La qualité des eaux des principaux cours d’eau de la commune, notamment de la Moselle, de la Moselle canalisée et de la Seille, peut être consultée sur un site dédié géré par les agences de l’eau et l’Agence française pour la biodiversité.

### Climat
Pour des articles plus généraux, voir Climat du Grand Est et Climat de la Moselle.
En 2010, le climat de la commune est de type climat océanique dégradé des plaines du Centre et du Nord, selon une étude du Centre national de la recherche scientifique s'appuyant sur une série de données couvrant la période 1971-2000. En 2020, Météo-France publie une typologie des climats de la France métropolitaine dans laquelle la commune est exposée à un climat semi-continental et est dans la région climatique Lorraine, plateau de Langres, Morvan, caractérisée par un hiver rude (1,5 °C), des vents modérés et des brouillards fréquents en automne et hiver. 
Pour la période 1971-2000, la température annuelle moyenne est de 9,8 °C, avec une amplitude thermique annuelle de 16,7 °C. Le cumul annuel moyen de précipitations est de 741 mm, avec 11,8 jours de précipitations en janvier et 9 jours en juillet. Pour la période 1991-2020, la température moyenne annuelle observée sur la station météorologique de Météo-France la plus proche, « Metz-Frescaty », sur la commune d'Augny à 5 km à vol d'oiseau, est de 11,1 °C et le cumul annuel moyen de précipitations est de 713,5 mm. 
La température maximale relevée sur cette station est de 39,7 °C, atteinte le 25 juillet 2019 ; la température minimale est de −23,2 °C, atteinte le 17 février 1956,,. 
| Mois                                  | jan.             | fév.             | mars           | avril           | mai             | juin            | jui.           | août           | sep.            | oct.          | nov.             | déc.            | année      |
| ------------------------------------- | ---------------- | ---------------- | -------------- | --------------- | --------------- | --------------- | -------------- | -------------- | --------------- | ------------- | ---------------- | --------------- | ---------- |
| Température minimale moyenne (°C)     | 0                | 0,1              | 2,4            | 4,9             | 9               | 12,3            | 14,4           | 14             | 10,4            | 7,2           | 3,6              | 1               | 6,6        |
| Température moyenne (°C)              | 2,7              | 3,6              | 7              | 10,5            | 14,5            | 17,9            | 20,1           | 19,7           | 15,7            | 11,3          | 6,5              | 3,5             | 11,1       |
| Température maximale moyenne (°C)     | 5,4              | 7,1              | 11,6           | 16              | 20              | 23,6            | 25,8           | 25,5           | 20,9            | 15,4          | 9,4              | 6               | 15,6       |
| Record de froid (°C) date du record   | −20,1 02.01.1971 | −23,2 17.02.1956 | −15,3 01.03.05 | −5,1 13.04.1986 | −2,5 13.05.1941 | 1,9 02.06.1975  | 4,3 22.07.1980 | 3,9 31.08.1956 | −1,1 29.09.1972 | −6,2 29.10.12 | −11,7 23.11.1998 | −17 03.12.1973  | −23,2 1956 |
| Record de chaleur (°C) date du record | 16,1 05.01.1999  | 20,8 29.02.1960  | 25,1 31.03.21  | 29,6 18.04.1949 | 33,2 28.05.17   | 37,7 27.06.1947 | 39,7 25.07.19  | 39,5 08.08.03  | 34,3 15.09.20   | 28 13.10.23   | 23,3 02.11.20    | 18,1 04.12.1953 | 39,7 2019  |
| Précipitations (mm)                   | 61,9             | 56               | 51,1           | 45,1            | 56,9            | 56,1            | 59,8           | 59,3           | 61,5            | 64,8          | 64,5             | 76,5            | 713,5      |

| Diagramme climatique                                  |          |             |           |         |              |              |            |              |             |            |        |
| J                                                     | F        | M           | A         | M       | J            | J            | A          | S            | O           | N          | D      |
| 5,4061,9                                              | 7,10,156 | 11,62,451,1 | 164,945,1 | 20956,9 | 23,612,356,1 | 25,814,459,8 | 25,51459,3 | 20,910,461,5 | 15,47,264,8 | 9,43,664,5 | 6176,5 |
| Moyennes : • Temp. maxi et mini °C • Précipitation mm |          |             |           |         |              |              |            |              |             |            |        |

Les paramètres climatiques de la commune ont été estimés pour le milieu du siècle (2041-2070) selon différents scénarios d'émission de gaz à effet de serre à partir des nouvelles projections climatiques de référence DRIAS-2020. Ils sont consultables sur un site dédié publié par Météo-France en novembre 2022.

### Habitat et quartiers
C’est une banlieue aux caractéristiques variées, avec une dominance résidentielle, par un habitat soit individuel soit collectif. Le centre historique a été prolongé au sud par l’installation de nombreuses casernes (Colin, Raffenel, Reymond, Lizé). Les quartiers périphériques ont permis d’accueillir progressivement une population en forte croissance : Jérusalem à l’est, Saint-Ladre et Les friches à l’ouest.
La ville de Montigny-lès-Metz est composée des quartiers suivants: Botanique, Blory, Centre, Courcelles, Îlot Saint-Symphorien, Jérusalem, La Horgne, Les Friches, Saint-André, Saint-Exupéry, Saint-Ladre, Saint-Victor et Haut-Rhêle, Vacons, Vacquinière et Vénizélos.

## Urbanisme

### Typologie
Au 1er janvier 2024, Montigny-lès-Metz est catégorisée grand centre urbain, selon la nouvelle grille communale de densité à sept niveaux définie par l'Insee en 2022.
Elle appartient à l'unité urbaine de Metz, une agglomération intra-départementale regroupant 42  communes, dont elle est une commune de la banlieue,,. Par ailleurs la commune fait partie de l'aire d'attraction de Metz, dont elle est une commune du pôle principal,. Cette aire, qui regroupe 245 communes, est catégorisée dans les aires de 200 000 à moins de 700 000 habitants,.

### Occupation des sols
L'occupation des sols de la commune, telle qu'elle ressort de la base de données européenne d’occupation biophysique des sols Corine Land Cover (CLC), est marquée par l'importance des territoires artificialisés (69,1 % en 2018), une proportion identique à celle de 1990 (69,1 %). La répartition détaillée en 2018 est la suivante : 
zones urbanisées (56 %), terres arables (13 %), zones agricoles hétérogènes (12,5 %), zones industrielles ou commerciales et réseaux de communication (10,9 %), eaux continentales (3,3 %), espaces verts artificialisés, non agricoles (2,2 %), prairies (2,1 %). L'évolution de l’occupation des sols de la commune et de ses infrastructures peut être observée sur les différentes représentations cartographiques du territoire : la carte de Cassini (XVIIIe siècle), la carte d'état-major (1820-1866) et les cartes ou photos aériennes de l'IGN pour la période actuelle (1950 à aujourd'hui).

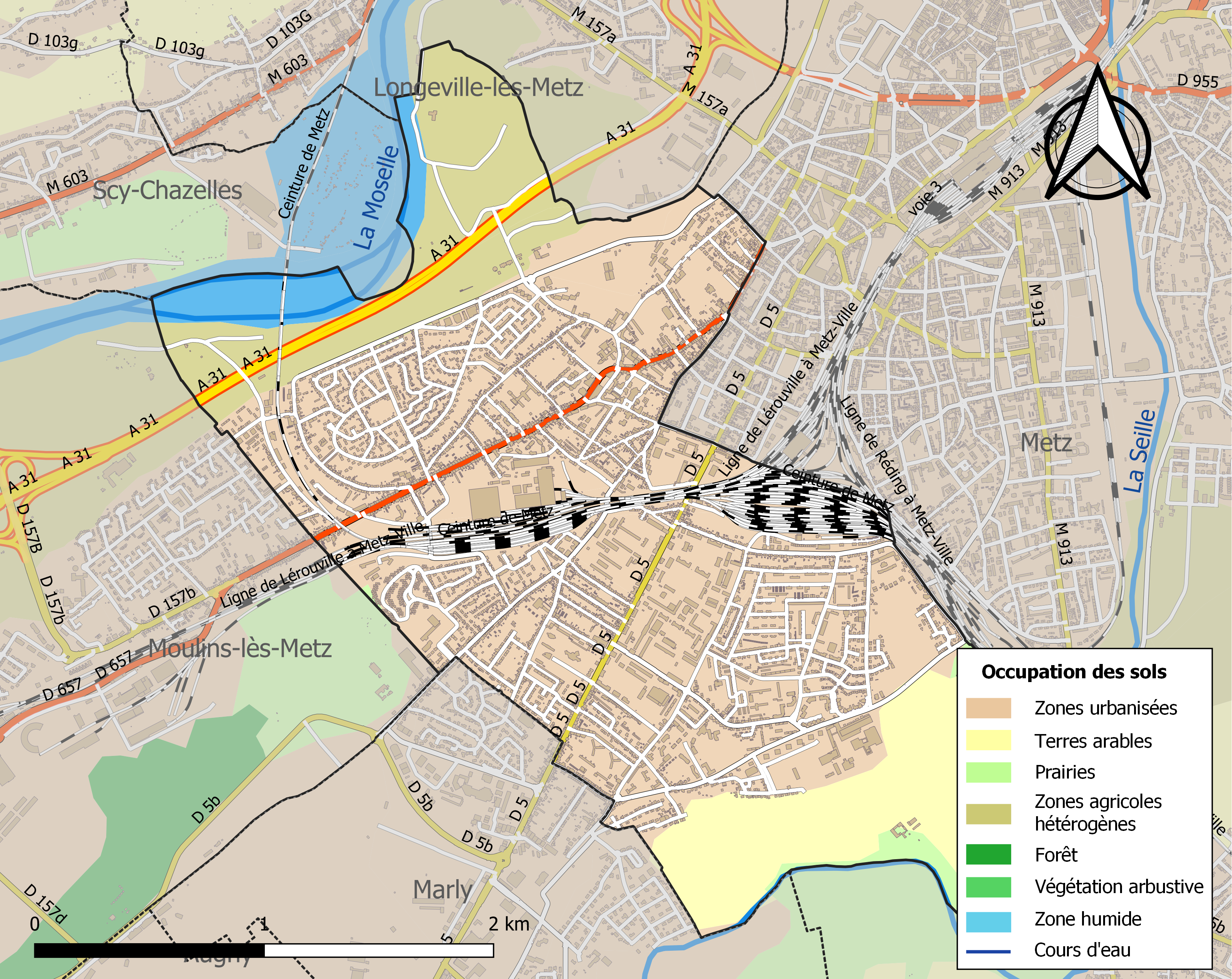
Carte des infrastructures et de l'occupation des sols de la commune en 2018 (CLC).

## Toponymie
- Montigni (1341)[18], Montigney devant Mes (1404), Montegney & Monteigney (1444), Montigneyum (1452), Monteigni le Metz (1552), Montigny au Sablon devant Metz (1648).
- En lorrain roman : Montgneu.
- Le nom allemand pendant la première annexion est Monteningen de 1915 à 1918, puis Montenich de 1940 à 1944.

### Saint-Privat
- Saint-Privat (1792), Saint-Privat-lès-Metz.

## Histoire

### Préhistoire
Les premières traces de civilisation de Montigny-lès-Metz remontent au paléolithique. Ces nomades chasseurs-cueilleurs sont issus de peuples venus de l’Est, il y a 10 000 ans. En 1882, un « coup de poing » ou biface vieux de 200 000 ans av. J.-C. est découvert dans une sablière de Montigny-lès-Metz, et dans le lit de la Moselle, un polissoir de pierre et des bijoux.

### Protohistoire et antiquité
Par la suite, ce sont les Proto-celtes, inventeurs du bronze et des alliages de cuivre et d’étain, qui occupent les lieux. Ils exploitent le sel dans le Saulnois et fondent sur cette prospérité le bourg où on a retrouvé des traces de leurs premières charpentes, datées de 1 200 ans av. J.-C.

### Moyen Âge
En 1404, Montigny-lès-Metz compte uniquement 2 maisons de métayers, l'une avec 7 chevaux, 6 vaches, 235 brebis et 8 chèvres ; l'autre avec 4 chevaux et 2 vaches.
Montigny dépend du Pays Messin et est une vouerie épiscopale jusqu’à la Révolution ; elle est gérée par les seigneurs de Varize. Les Templiers possèdent également des biens à Montigny. La seigneurie appartient au XVe siècle à la famille patricienne messine de Heux, puis au XVIIIe siècle à l’abbaye de Saint-Antoine-de-Padoue.

### Époque moderne

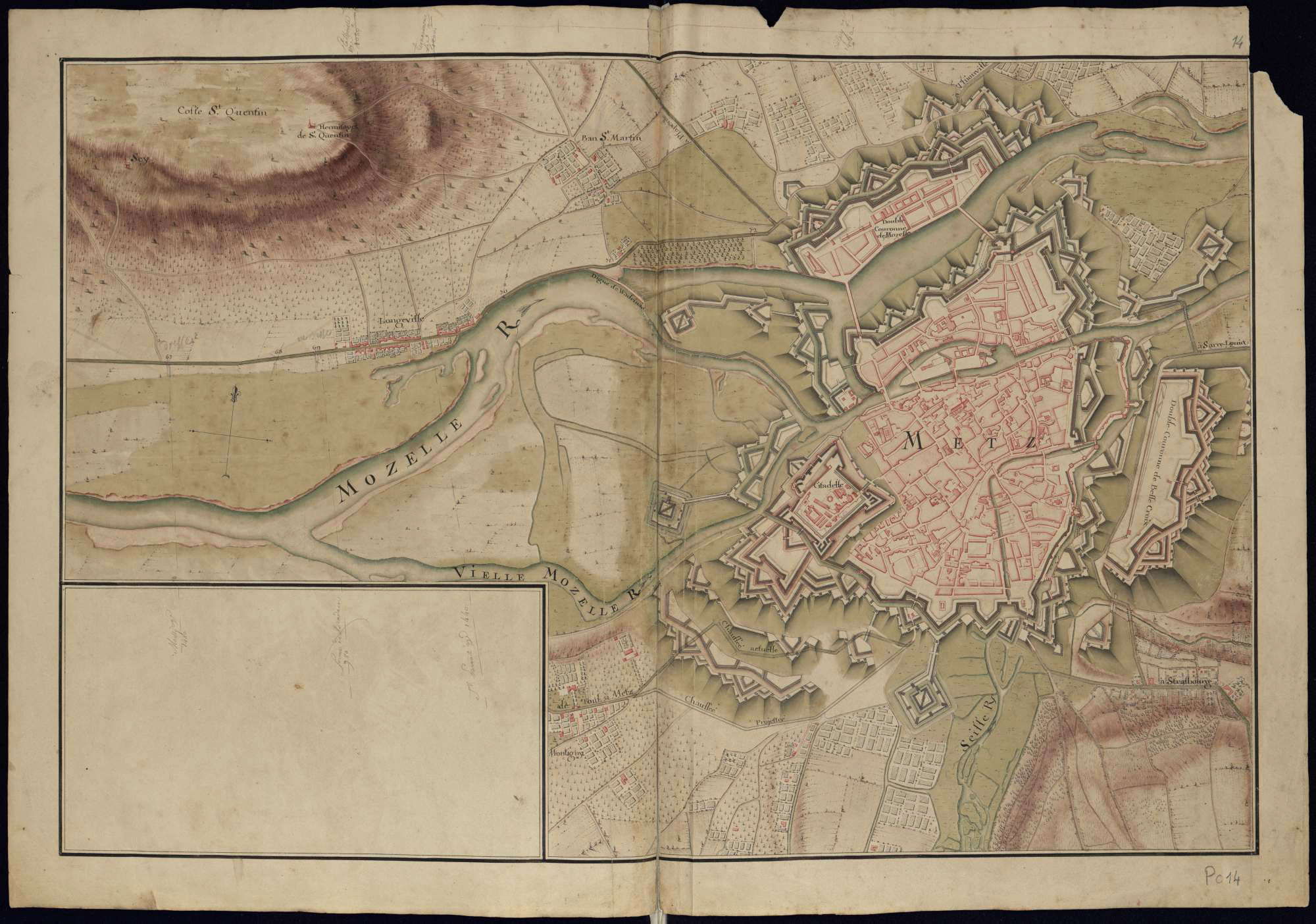
Le village de Montigny sur la planche de l'Atlas de Trudaine consacrée à Metz, XVIIIe siècle
(Archives nationales).

Par la suite, après l'annexion de fait du pays messin et l'ėtablissement d'un protectorat par la France (1552), Montigny fait partie de la province des Trois-Évêchés. 
Cette même année, lors du siège de Metz, Charles Quint souffrant d'une crise de goutte trouve un logis à la tour de la Horgne, ferme-château, possession de l'abbaye Saint-Clément de Metz.

### XIXe siècle
La Révolution française en fait un village mosellan (1790).
En 1817, Montigny-lès-Metz est un village de 848 habitants répartis dans 108 maisons. Il a pour annexes le village de Saint-Privat, le hameau de la Basse-Montigny, les fermes de Haute Saint-Ladre, Grange-d’Agneaux, la Vacquinière, la Grange-le-Mercier, la Horgne-au-Sablon, Blory, les maisons isolées de la Ferque, Jérusalem et de la Blanchirie. Saint-Privat, à cette époque, compte 100 habitants répartis dans 16 maisons.
Le développement de la commune commence au milieu du XIXe siècle : le village maraîcher devient alors une grande cité-faubourg de Metz.
Comme les autres communes de l'actuel département de la Moselle, Montigny-lès-Metz est annexée à l’Empire allemand en 1871. À la fin du siècle, Metz est la première place forte d'Europe et Montigny-lès-Metz devient une importante ville de garnison. Le 145e régiment d'infanterie du roi (6e Lorrain), créé le 28 juillet 1890, a ses quartiers dans l'actuelle caserne Raffenel. Les troupes occupent alors le fort Prinz August von Württemberg, ainsi que le château de Frescaty, à l'emplacement actuel de la base aérienne 128. De nombreux Messins et Mosellans ont servi dans ce régiment prestigieux, souvent jusqu'à l'ultime sacrifice. La base de dirigeables, qui est plus tard transformée en un terrain d’aviation militaire, reçoit en 1909 un hangar à Zeppelins aux dimensions impressionnantes. De nombreux édifices, comme le temple protestant (1894) ou l’église Saint-Joseph (1906) datent de l'époque wilhelmienne.

### XXe siècle
Lorsque la Première Guerre mondiale éclate, les Mosellans se battent naturellement pour l’Empire allemand. Beaucoup de jeunes gens tombent au champ d'honneur sous l’uniforme allemand, sur le front de l’Est, mais aussi à l’Ouest, en particulier en France et dans les Flandres. Sujets loyaux de l'Empereur, les Mosellans accueillent cependant avec joie la fin des hostilités et la paix retrouvée. Monteningen redevient Montigny et les Montigniens, Français.
Montigny est de nouveau annexée de 1940 à 1944 au Troisième Reich allemand. Lors de la seconde annexion, le 1er octobre 1940, la commune de Montigny-lès-Metz est rebaptisée "Montenich", et intègre le Stadtkreis Metz, le district urbain de Metz. Beaucoup de jeunes gens incorporés de force dans les armées allemandes partent pour le front de l'Est d'où certains ne reviennent pas. À partir de mai 1944, les bombardiers américains se succèdent dans le ciel de Metz, obligeant les Montigniens à se terrer dans les caves et les abris. Malgré la combativité des troupes de la 462e Volks-Grenadier-Division de l'armée de Knobelsdorff, Montigny est enfin libérée par la 5e DI de l'armée Patton le 19 novembre 1944, à la fin de la bataille de Metz.
Montigny-lès-Metz a attiré l'attention des médias à la suite d'une des grandes affaires criminelles françaises de la fin du XXe siècle. Le 28 septembre 1986, deux jeunes garçons de 8 ans sont tués au bord d'une voie ferrée. Un jeune homme, Patrick Dils, est condamné à la perpétuité, puis reconnu innocent après 15 années de prison. Le vrai coupable, le tueur en série Francis Heaulme, ne sera condamné qu'en 2017, plus de 30 ans après les faits.

### Héraldique
| Blason | Blasonnement : Parti : au premier de gueules au dextrochère de carnation vêtu d'azur mouvant d'une nuée d'argent, tenant une épée du même garnie d'or et accostée de deux cailloux aussi d'or, au second coupé : au 1 d'argent à la croix alésée potencée d'or cantonnée de quatre croisettes du même, au 2 de gueules à la bande d'argent surmontée d'une rose d'or. Commentaires : Ces armoiries sont délivrées par arrêté du préfet de la Moselle le 28 juillet 1949. Elles représentent l’histoire de Montigny : au Moyen Âge, la commune faisant partie du temporel de l’Évêché de Metz, les deux pierres rappellent le patron du diocèse, Saint Étienne (qui fut lapidé). La main tenant l’épée rappelle la mort de Saint Paul, patron du Chapitre, qui eut la tête tranchée. Les seigneurs de Varize assument l’administration du temporel, le quartier avec la rose romane représente leurs armes. Les Templiers possèdent également des biens à Montigny d’où la croix de Jérusalem. |

Le blason est complété par la Croix de guerre 1939-1945 avec palme, décernée à la ville par le ministre de la Défense nationale le 11 novembre 1948.

## Économie

### Commerces et entreprise
Siège social de Demathieu & Bard.
Le tissu a Montigny-lès-Metz est riche en artisans et commerçants, la commune, en 2012, dispose de 19 types de commerce ouverts.
Dans Montigny-lès-Metz, 42 commerces sont vides sur environ 500, ce qui représente une vacance commerciale de 8,4%.

### Activité à Montigny-lès-Metz
La ville de Montigny-lès-Metz est sous la zone d'emploi de Metz qui compte plus de 510 000 personnes en 2016, 155 entreprises ont été créées en 2018.
Des opérations contre les cellules commerciales vides à Montigny-lès-Metz sont menées, comme six mois de loyers offerts pour attirer des commerçants.

## Politique et administration

### Tendances politiques et résultats
Avec 65,32 % des voix au 2d tour de l'élection présidentielle à Montigny-lès-Metz, Emmanuel Macron (En Marche!) arrive à la première place. Il devance Marine Le Pen (FN) qui obtient 34,68 % des suffrages exprimés.
A l'issue du 1er tour à Montigny-lès-Metz, Emmanuel Macron (En Marche !) était également arrivé à la première place (23,48 % des votes) dans la commune de Montigny-lès-Metz.
Sur l'ensemble des votants, 5,68 % ont voté blanc.

## Démographie

### Évolution démographique
L'évolution du nombre d'habitants est connue à travers les recensements de la population effectués dans la commune depuis 1793. Pour les communes de plus de 10 000 habitants les recensements ont lieu chaque année à la suite d'une enquête par sondage auprès d'un échantillon d'adresses représentant 8 % de leurs logements, contrairement aux autres communes qui ont un recensement réel tous les cinq ans,.

En 2022, la commune comptait 21 869 habitants, en évolution de +0,72 % par rapport à 2016 (Moselle : +0,52 %, France hors Mayotte : +2,11 %).
| 1793 | 1800 | 1806 | 1821 | 1836  | 1841  | 1861  | 1866  | 1871  |
| ---- | ---- | ---- | ---- | ----- | ----- | ----- | ----- | ----- |
| 698  | 724  | 860  | 972  | 1 292 | 1 384 | 2 614 | 2 673 | 2 813 |

| 1875  | 1880  | 1885  | 1890  | 1895  | 1900  | 1905   | 1910   | 1921   |
| ----- | ----- | ----- | ----- | ----- | ----- | ------ | ------ | ------ |
| 2 734 | 3 101 | 3 272 | 3 953 | 6 645 | 8 533 | 12 079 | 10 260 | 11 839 |

| 1926   | 1931   | 1936   | 1946   | 1954   | 1962   | 1968   | 1975   | 1982   |
| ------ | ------ | ------ | ------ | ------ | ------ | ------ | ------ | ------ |
| 11 782 | 13 432 | 16 789 | 13 084 | 19 271 | 22 388 | 24 520 | 24 519 | 22 114 |

| 1990   | 1999   | 2006   | 2011   | 2016   | 2021   | 2022   | - | - |
| ------ | ------ | ------ | ------ | ------ | ------ | ------ | - | - |
| 21 983 | 23 437 | 22 843 | 22 358 | 21 713 | 21 854 | 21 869 | - | - |

### Pyramide des âges
La population de la commune est relativement âgée. Le taux de personnes d'un âge supérieur à 60 ans (23,8 %) est en effet supérieur au taux national (21,6 %) et au taux départemental (20,6 %).
À l'instar des répartitions nationale et départementale, la population féminine de la commune est supérieure à la population masculine. Le taux (53,3 %) est supérieur au taux national (51,6 %).
La répartition de la population de la commune par tranches d'âge est, en 2007, la suivante :
- 46,7 % d’hommes (0 à 14 ans = 16,4 %, 15 à 29 ans = 22,4 %, 30 à 44 ans = 21,4 %, 45 à 59 ans = 20,3 %, plus de 60 ans = 19,6 %) ;
- 53,3 % de femmes (0 à 14 ans = 14,2 %, 15 à 29 ans = 19 %, 30 à 44 ans = 19,1 %, 45 à 59 ans = 20,2 %, plus de 60 ans = 27,5 %).

## Enseignement

### Écoles maternelles et élémentaires
- École maternelle et élémentaire Pougin
- École maternelle et élémentaire Giraud
- École maternelle et élémentaire Peupion
- École maternelle et élémentaire Joseph-Cressot
- École maternelle et élémentaire Marc-Sangnier
- École maternelle et élémentaire Saint-Exupéry
- École maternelle et élémentaire privée Jean-XXIII

### Collèges
- Collège Georges-de-La-Tour (site de Montigny)
- Collège privé Jean-XXIII

### Lycées
- Lycée professionnel du bâtiment et des travaux publics
- Lycée privé Jean-XXIII

### Enseignement supérieur
- École normale d'instituteurs de Metz, actuel institut universitaire de formation des maîtres (IUFM Montigny-lès-Metz).
- École de micro-kinésithérapeute
- Metz Campus - Pôle supérieur Jean-XXIII

## Lieux et monuments
- Trouvailles préhistoriques et gallo-romaines.
- Cimetière mérovingien de la Lunette.
- Statue de Jeanne d’Arc.
- Monument aux morts.
- Jardin botanique de Metz, 1866.
- Piscine rue Pierre-de-Coubertin, architecte Jean Bigard, 1969.
- Sud de l’île Saint-Symphorien et l'île aux Papillons sur la Moselle.
- Bras de Longeville, ou bras-mort de la Moselle.
- Canal de Jouy.
- Terrains de tennis, football, boulodrome, archerie.
- Centre nautique en construction (2014).

### Châteaux

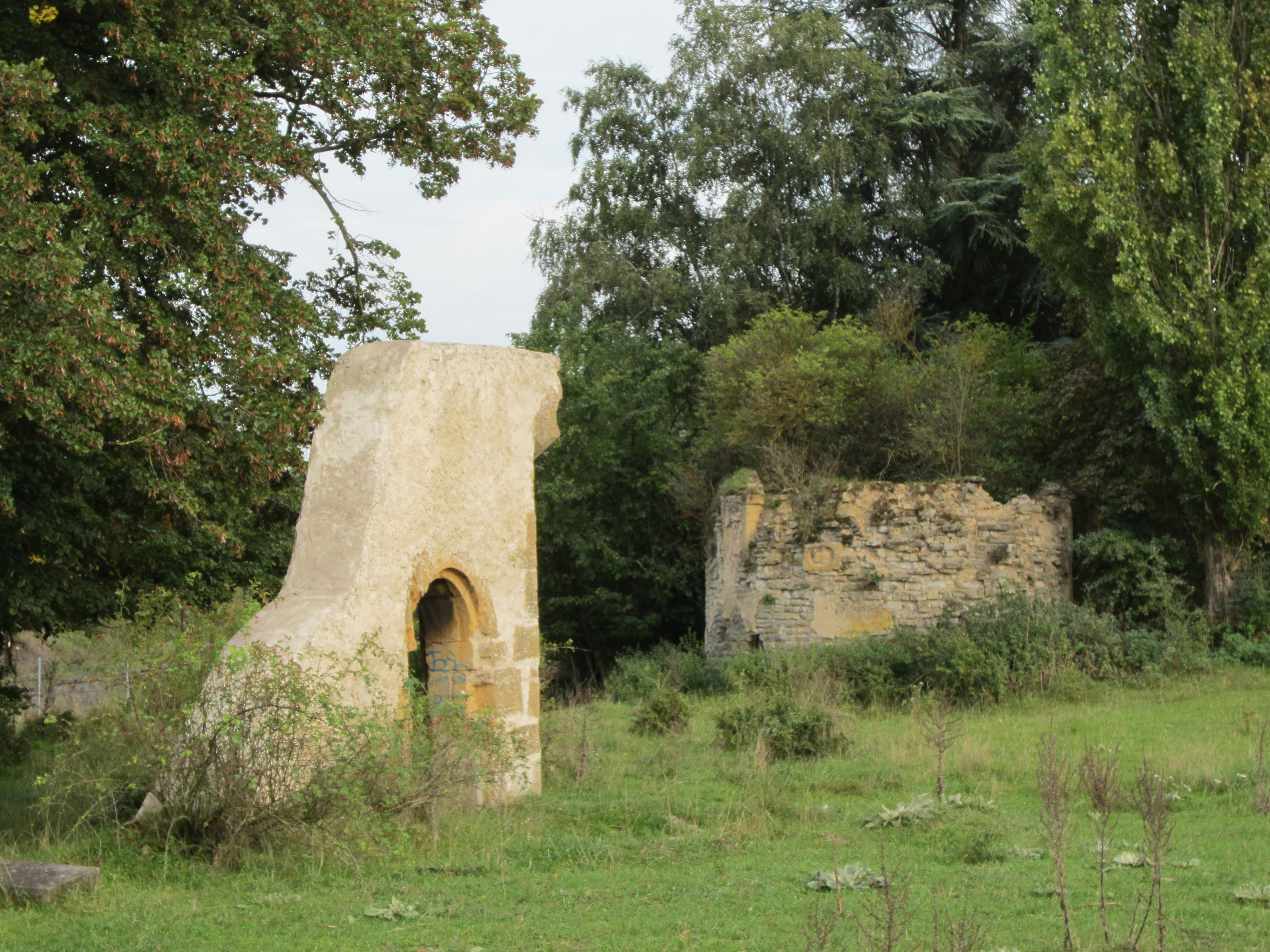
Vestiges du château de la Horgne.

- Château Frescatelly fin XVIIIe siècle, dans le jardin botanique[41].
- Château de la Grange-Le-Mercier XIVe siècle, belle façade intérieure XVIIIe siècle, en bord de Seille.
- Château de la Horgne-au-Sablon XIVe siècle, brûlé en 1372 par le roi de Bohême, grosse tour d’angle qui servit de chambre à Charles Quint en 1552 lors du siège de Metz[42] ; plaque rappelant l’évènement, présence également de remparts et de deux autres tours en arrière des premières ruines ; situé sur le territoire du Sablon jusqu'à la fin du XIXe siècle, détruit en 1944.
- Ancien château fort « Château-l’Evêque », détruit pendant le siège de Metz de 1552.

#### Château de Courcelles

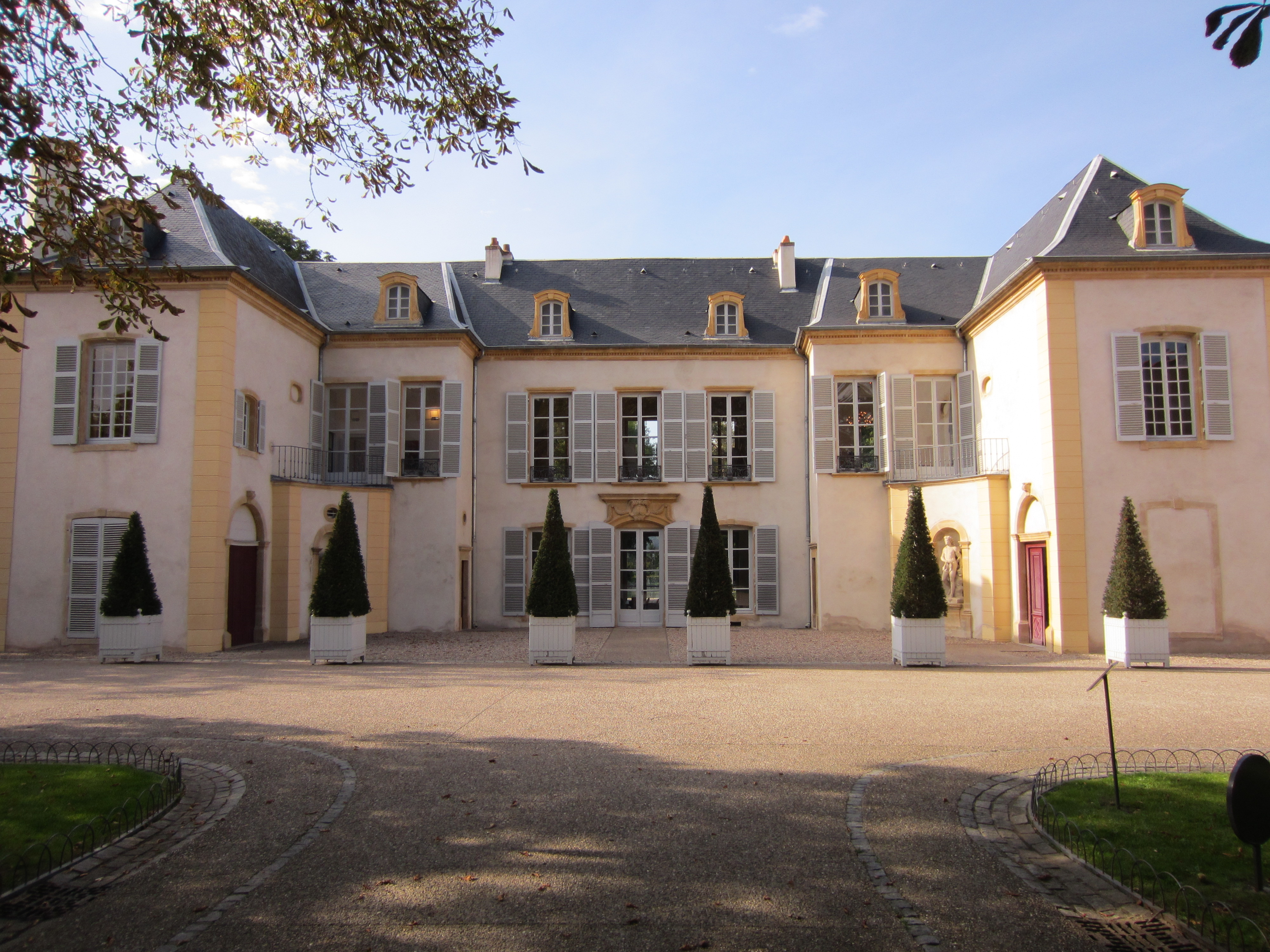
Le château de Courcelles.

Le château de Courcelles, (salle Europa) au 73 rue de Pont-à-Mousson, est édifié au début XVIIIe siècle dans un cadre de verdure sur la rive droite de la Moselle. Le château a une cour d'honneur, des toits en ardoise accompagnés de lucarnes, une statue rappelant le siège de 1552, son parc offre une vue ouverte sur les côtes, notamment le mont Saint-Quentin.
L'édifice figure pour la première fois sur un plan de Nicolas Duchêne de 1716 comme appartenant à «monsieur de Courcelles.
Le 1er septembre 1744, des festivités et réjouissances se déroulent dans la demeure « pour la convalescence du Roi » Louis XV qui est soudainement tombé gravement malade lors de sa visite et de son séjour à Metz.
Le château passe de Charles Joseph de Courcelles (époux de Barbe Besser dont la famille possède la seigneurie), conseiller secrétaire du Roi au XVIIIe siècle à Pierre Charles Baudinet de Courcelles, capitaine du régiment de Bourbonnais, seigneur de Courcelles (Meurthe-et-Moselle) au début du XIXe siècle.
Entre ces deux familles (sans aucun lien de parenté) qui doivent pérenniser leur homonymie pour le futur nom du château, se suivent au XVIIIe siècle, plusieurs maisons appartenant à la noblesse : les Gousseaud (1748), les Chastel de Villemont (1762), les Lecomte d'Humbepaire (1776), les Michelet, seigneurs de Vatimont (1781). Les Baudinet de Courcelles qui l'acquièrent en 1802, le conservent jusqu'en 1949, date à laquelle la ville de Montigny-lès-Metz en devient propriétaire.
La ville n'en fait pas grand usage même si écoles, associations diverses et un cabinet d'architectes l'occupent. Très délabré, plusieurs projets se font jour sans trouver un début de réalisation. Il faut attendre 2002 pour que la volonté municipale affirme une restauration dans toute son ampleur. Le château est réhabilité entre octobre 2003 et mai 2005 par les architectes Christian François et Patricia Henrion.

##### Maison du Pays messin
Le pavillon de garde du château est devenu la Maison du Pays messin qui accueille le Syndicat intercommunal à vocation touristique (SIVT), véritable vitrine du tourisme en pays messin. Le syndicat compte 111 communes avec une population de 320 000 habitants et intervient en matière d’aménagement, d’animation, de promotion, d’aide et de conseils aux porteurs de projet qu’ils soient institutionnels ou privés. L’accueil du public est assuré à la Maison du pays messin, où il peut se renseigner sur l’offre touristique du territoire.

### Édifices religieux
- Église Saint-Joseph, située 5 rue de l'Abbé-Châtelain. L'édifice, construit de 1901 à 1906 par Ludwig Becker en pierre de Jaumont, dans un style néo-roman-rhénan, caractéristique de l'architecture wilhelmienne est basé sur un plan basilical. Il est inauguré le 29 juillet 1906. Le clocher, haut de 72 m, a deux clochetons.
- Église Sainte-Jeanne-d’Arc, 1 rue Nicolas-Hamant dans le quartier de Saint-Privat. Les architectes Georges Tribout (1884-1962) et Henri Drillien (1894-1975) ont terminé l'édifice en 1960[47]. Les vitraux sont signés Camille Hilaire.
- Chapelle et couvent du Sacré-Cœur, aujourd'hui ensemble scolaire Jean-XXIII.
- Chapelle de la Sainte-Famille aujourd'hui maison de retraite.
- Chapelle de l'ancien petit séminaire actuel collège lycée pôle supérieur Jean-XXIII.
- Croix de chemin : à la Horgne au Sablon.
- Chapelle Saint-Privat, premier édifice religieux de Montigny-lès-Metz, IXe siècle[48] ; restaurée et inaugurée le 14 juin 2009[49].
- Temple protestant réformé, situé à l'angle de la rue de Pont-à-Mousson et de la rue des Loges. L'édifice est construit en 1894 à l'époque wilhelmienne dans un style néo-gothique. Le clocher, haut de 50 mètres, est remarquable.
- Ancienne synagogue : une synagogue fonctionne à partir de 1847[50] dans un bâtiment situé au fond d'une impasse donnant sur la rue de Pont-à-Mousson avant d'être aliénée en 1923, lors de travaux de rénovation du quartier.
- Salle du Royaume, 149 chemin de Blory.
- Cimetière Litaldus, sis à l'angle des rues Saint-Ladre et Litaldus.
- Cimetière Grange-le-Mercier, sis rue Grange-le-Mercier.

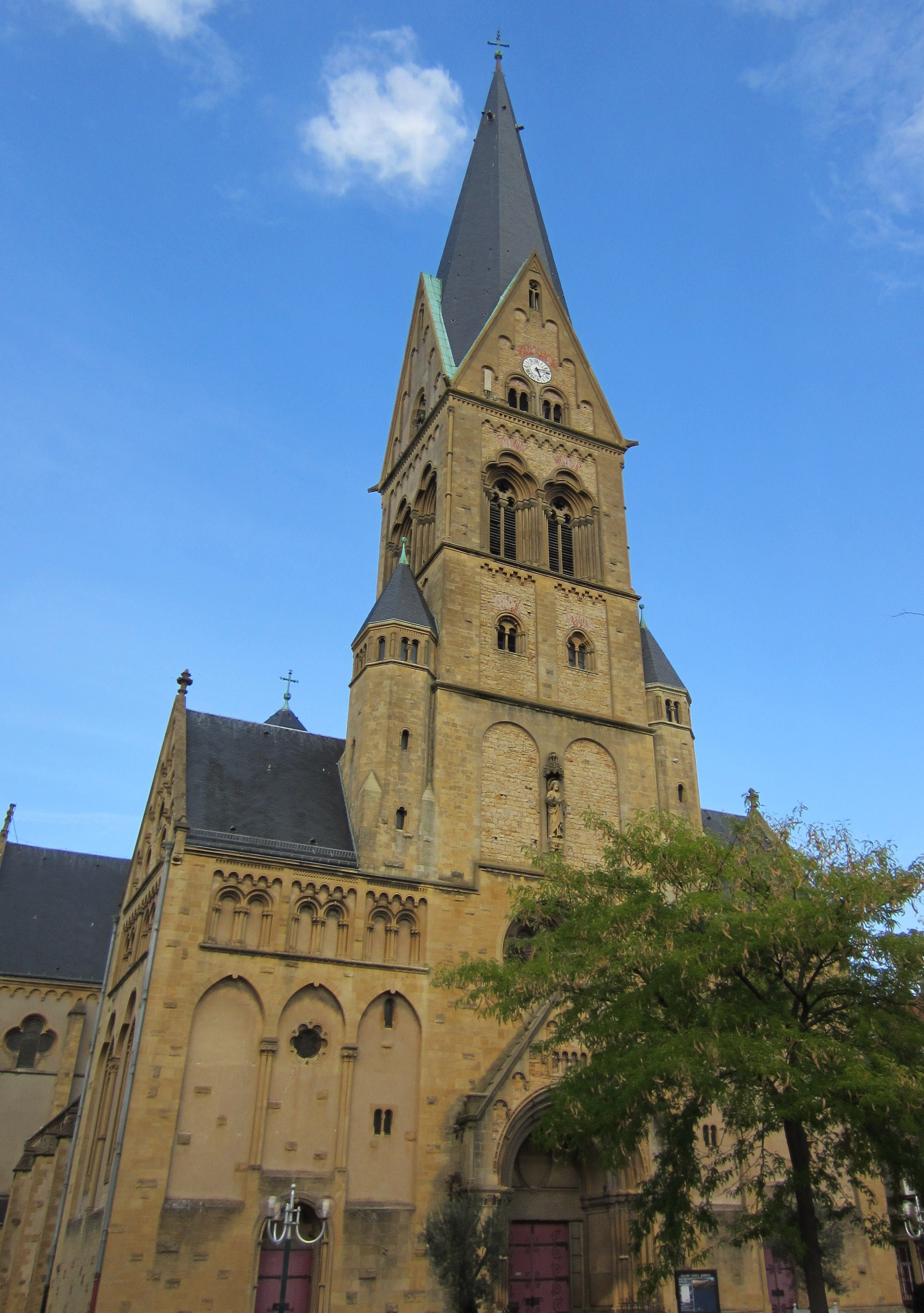
Façade de l'église Saint-Joseph.
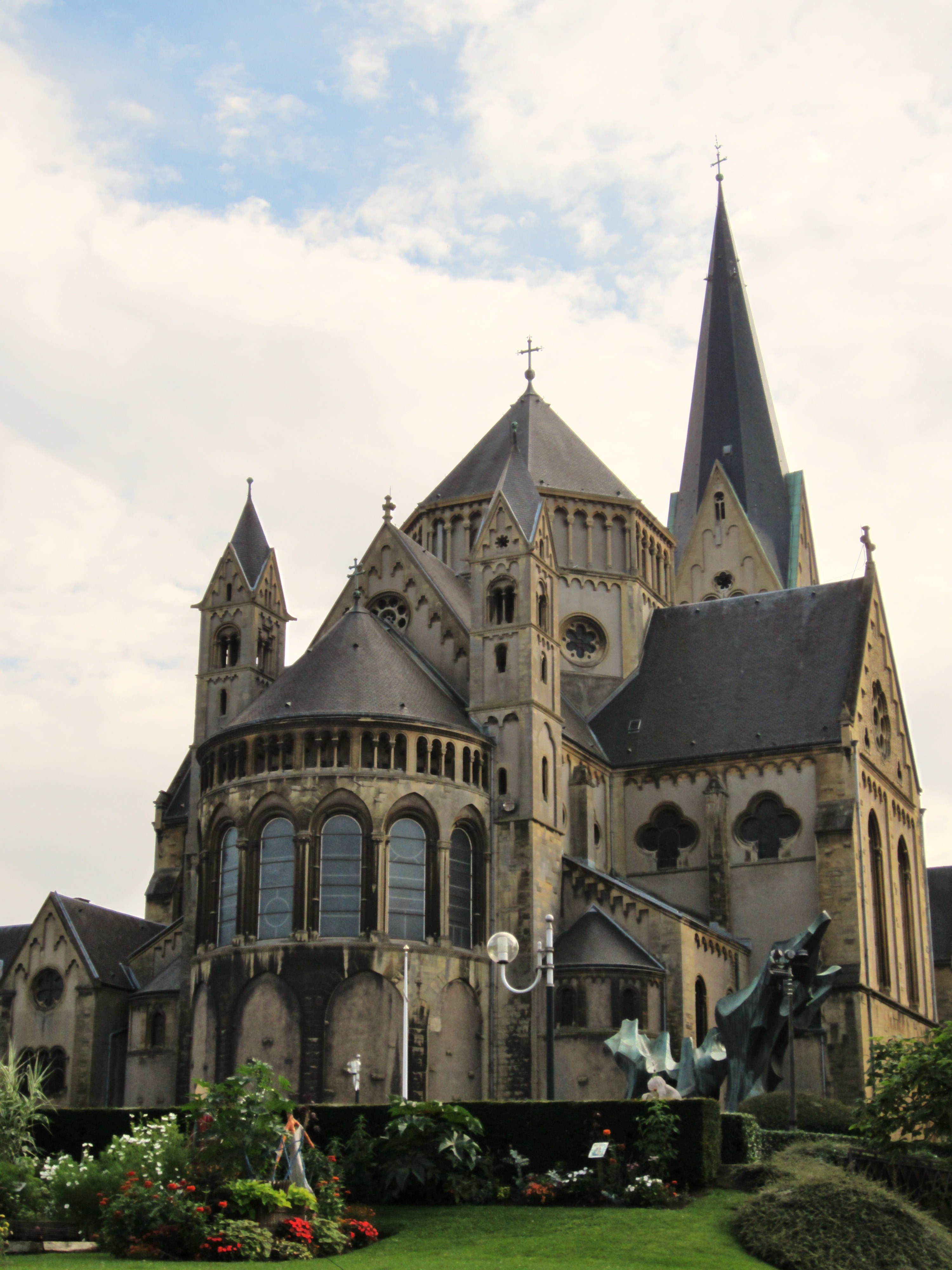
Abside de l'église Saint-Joseph.
Église Sainte-Jeanne-d’Arc.
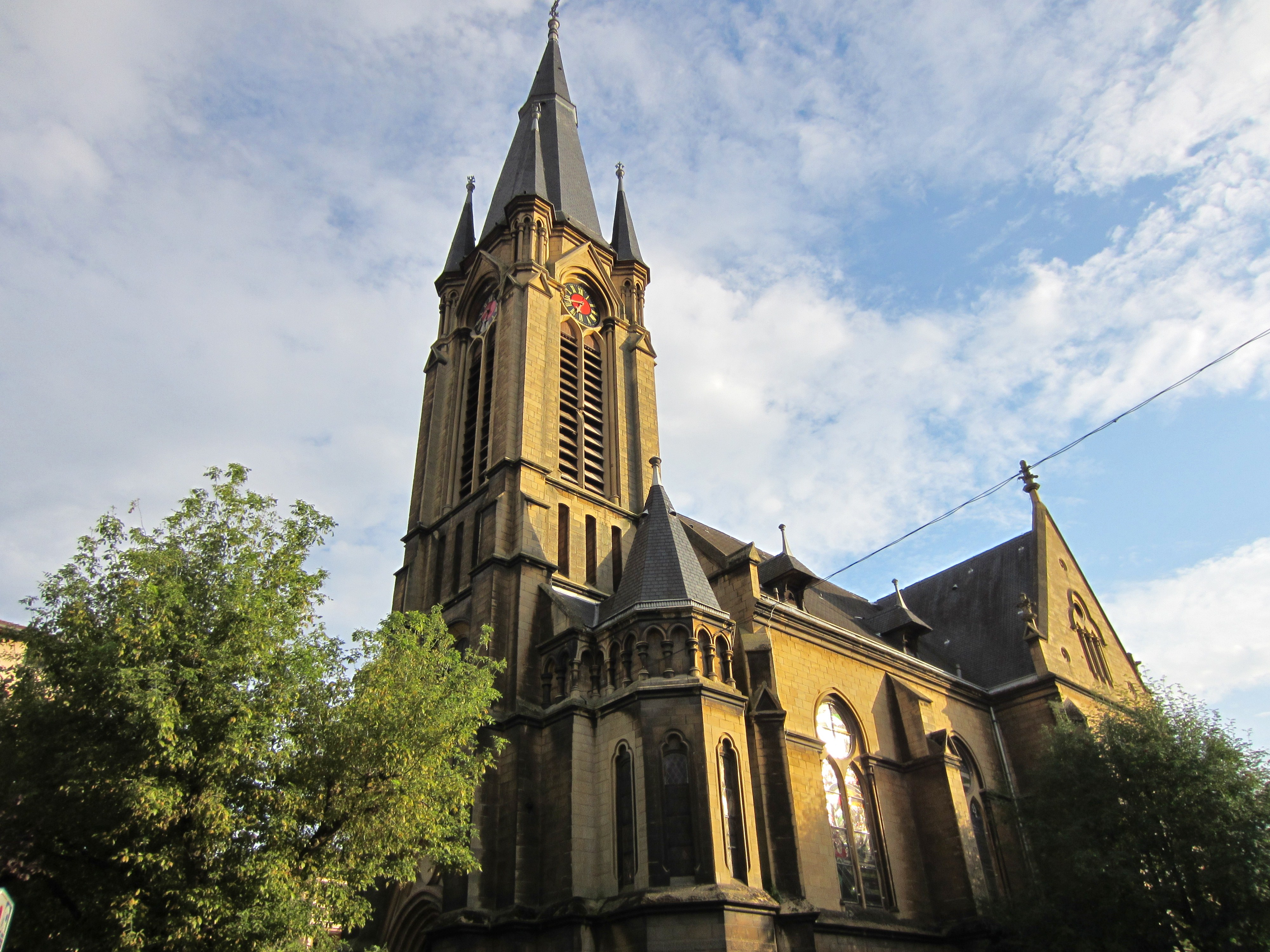
Temple protestant réformé.
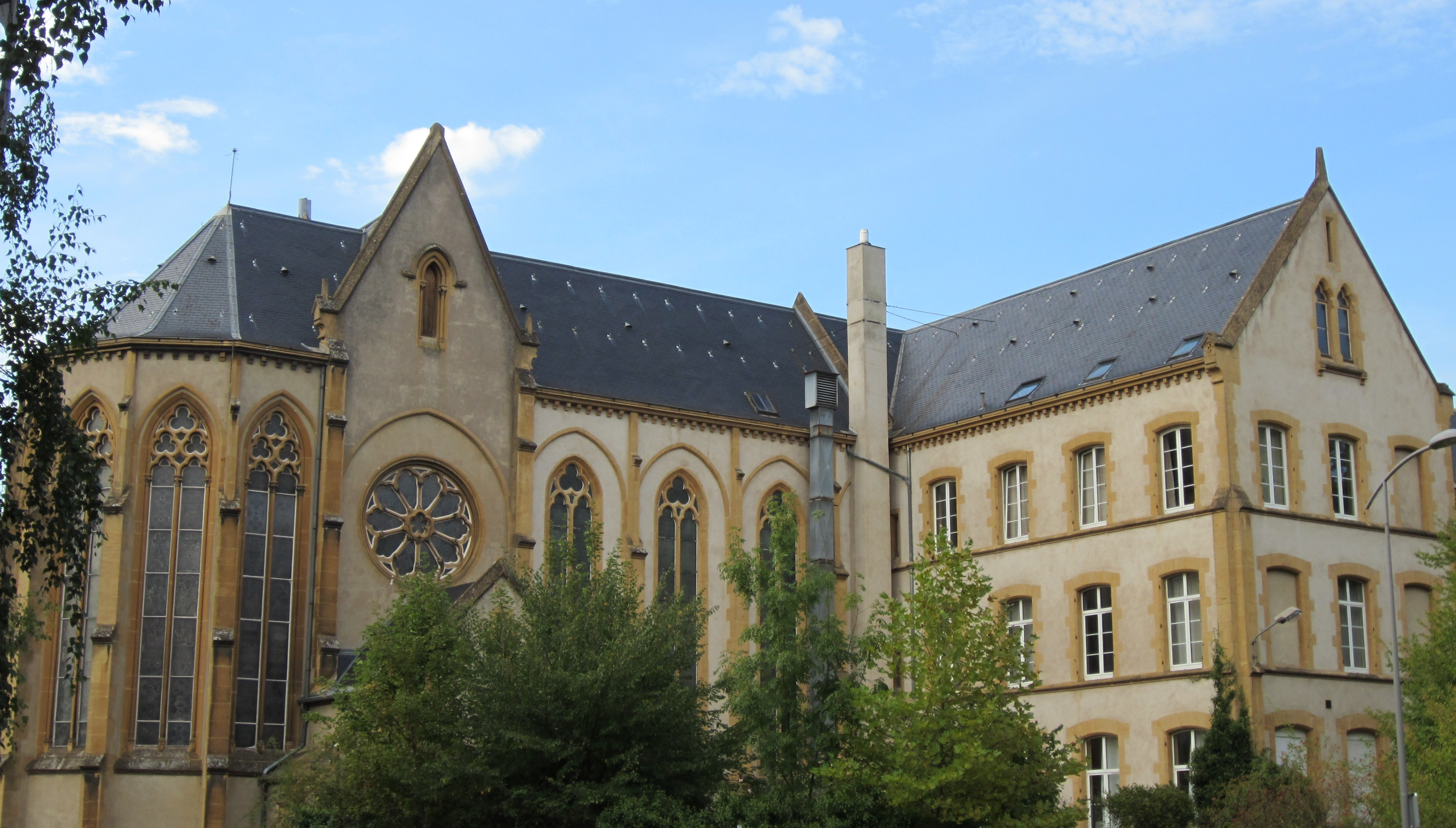
Chapelle du Sacré-Cœur.
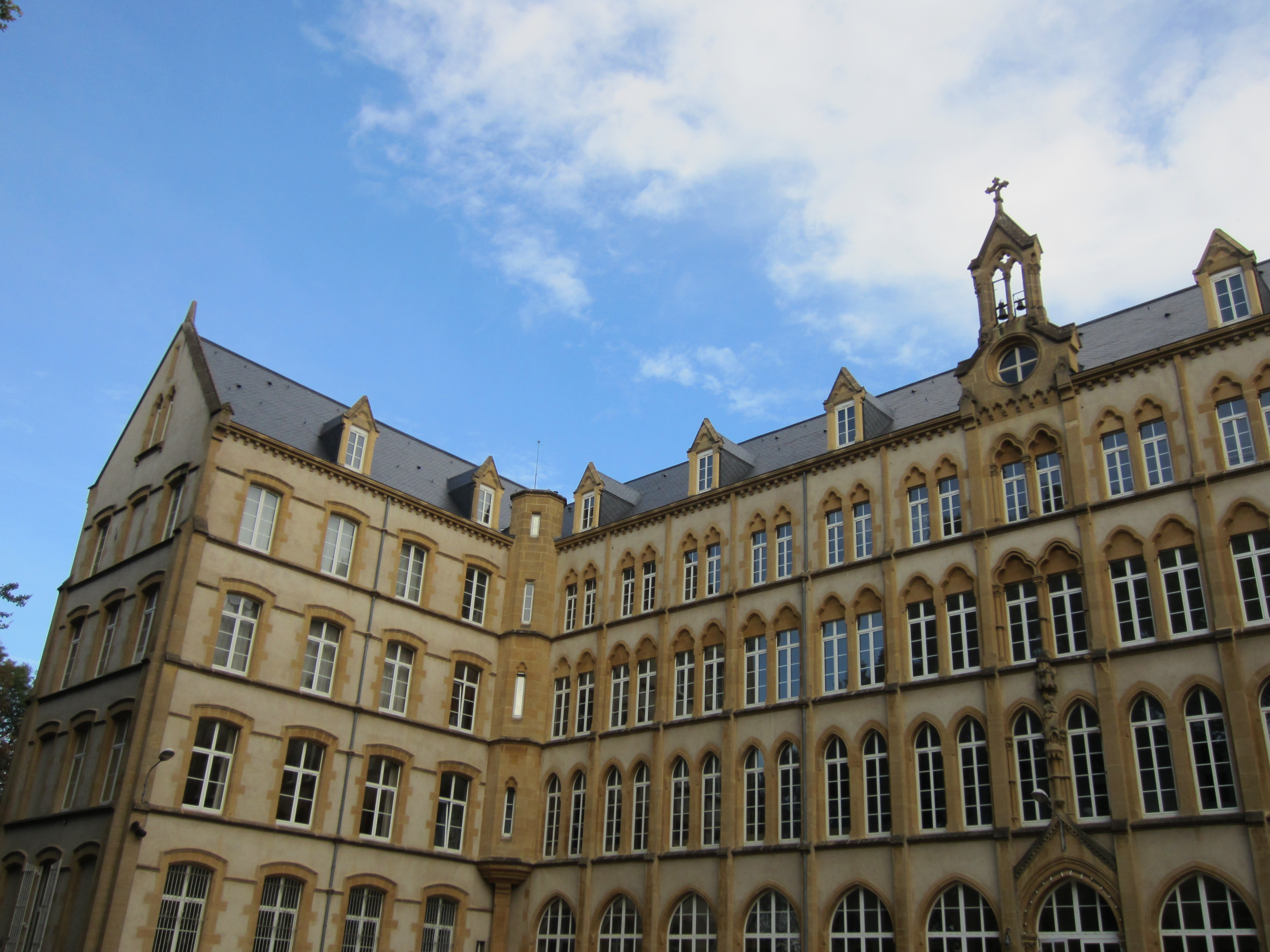
Ancien couvent du Sacré-Cœur et actuellement école privée Jean-XXIII.
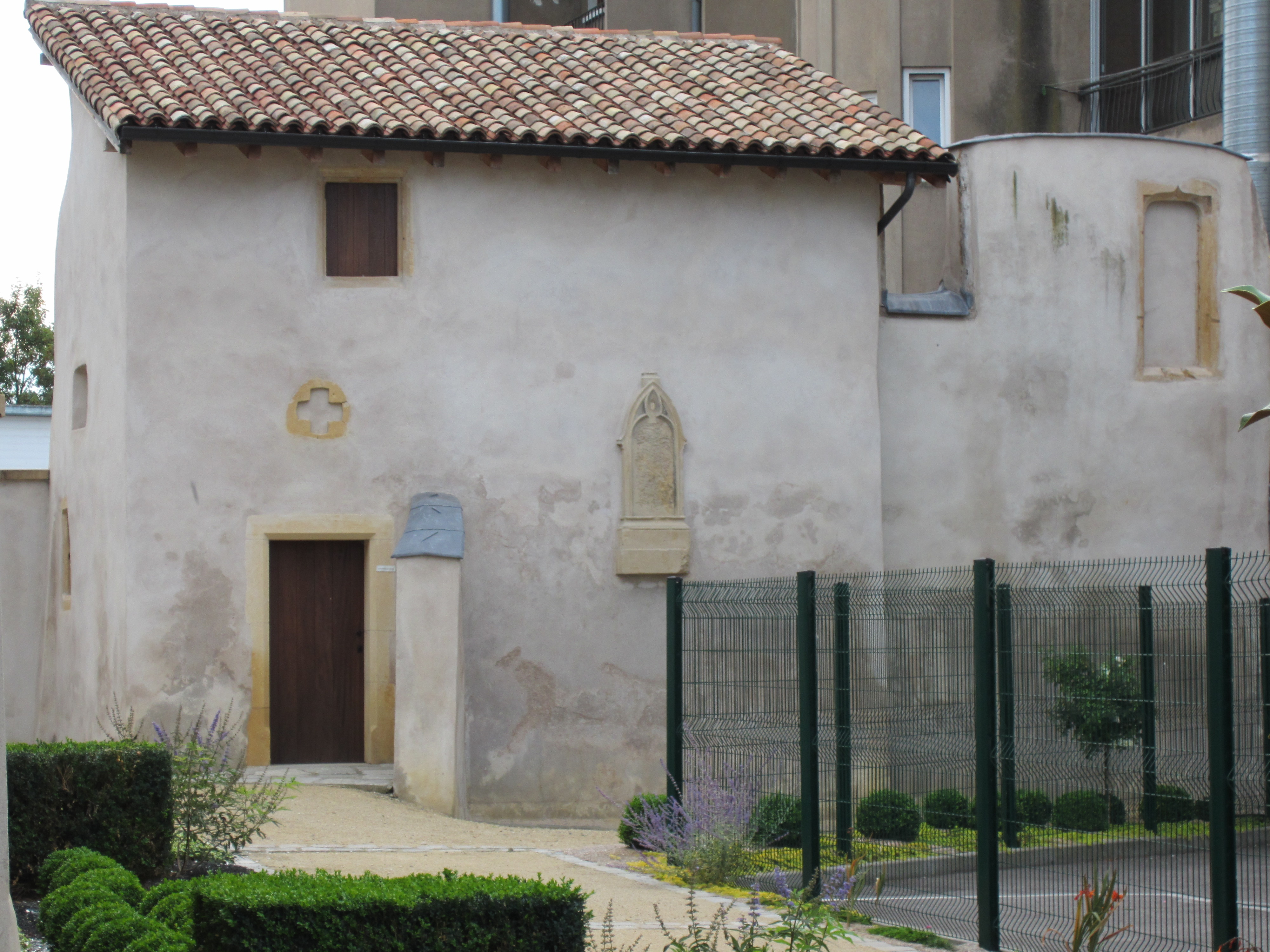
Chapelle Saint-Privat.
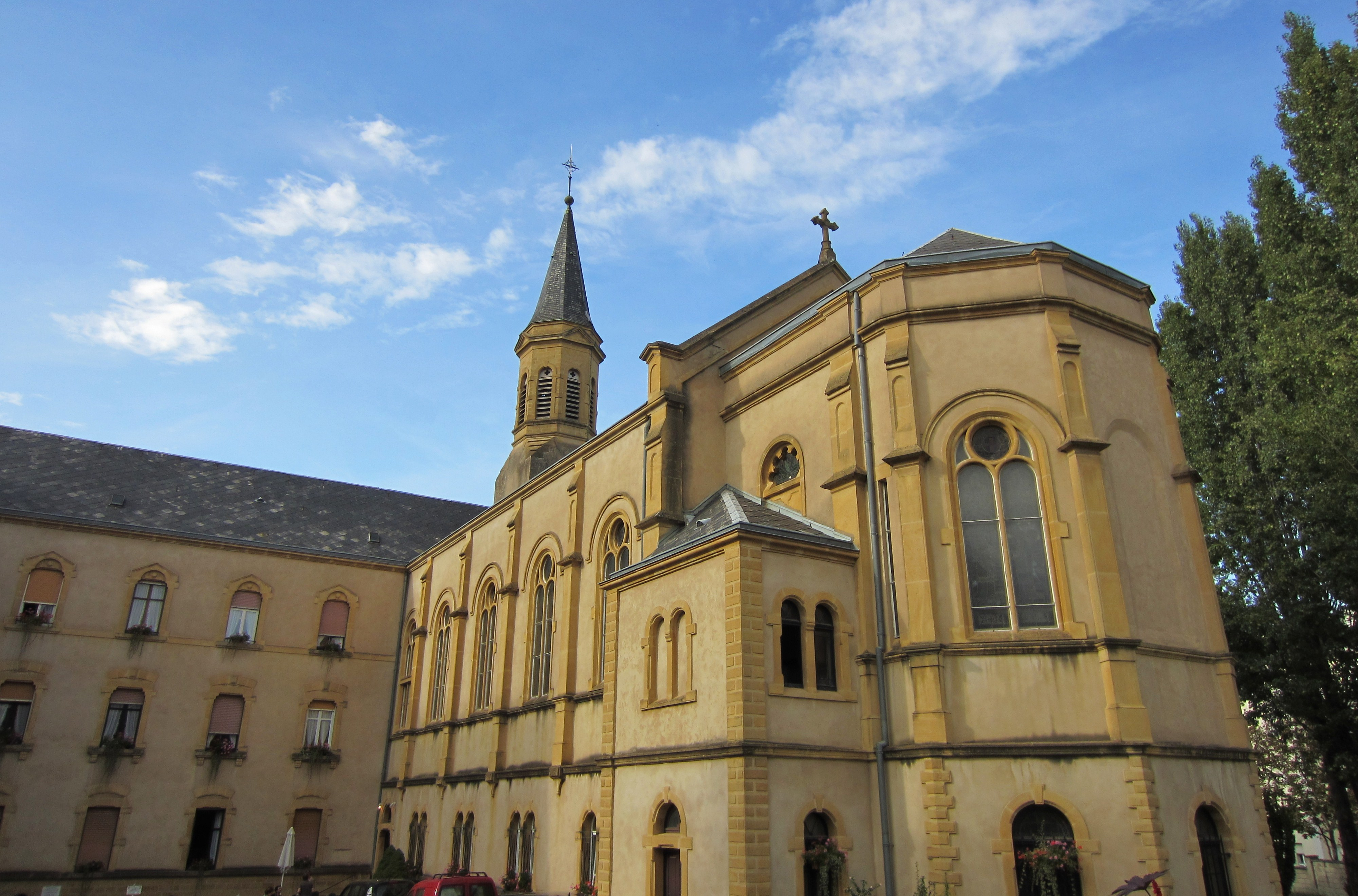
Chapelle de la Sainte-Famille.
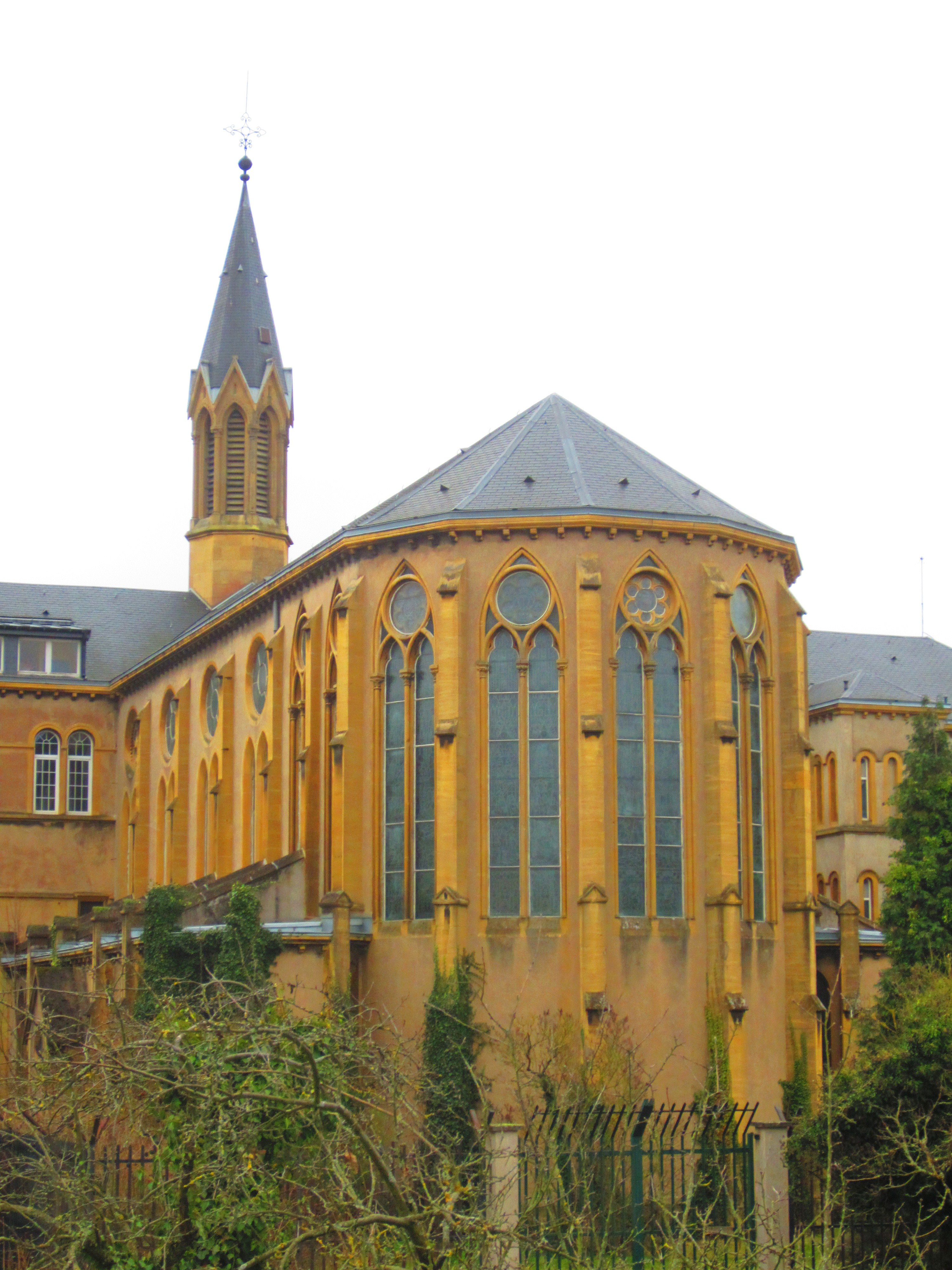
Chapelle de l'ancien petit séminaire et actuellement lycée Jean-XXIII.

## Personnalités liées à la commune

### Personnalités nées à Montigny-lès-Metz
- Léon Barillot (1844-1929), graveur et peintre.
- Georges Saint-Paul (1870-1937), médecin militaire français.
- Emil Felden (1874-1959), théologien allemand, écrivain pacifiste.
- François Heigel (1889-1966), artiste-peintre lorrain.
- Rolf von Lilienhoff-Zwowitzky (1895-1956), capitaine de vaisseau allemand.
- Marcel Kirsch (1895-1978), syndicaliste, résistant français.
- Joachim-Friedrich Lang (1899-1945), général allemand.
- Richard Christmann (1905-1989), agent de renseignement allemand.
- Kurt Kaiser (1906-1974), illustrateur et auteur de bande dessinée germano-italien.
- Egon von Tresckow (1907–1952), illustrateur et caricaturiste allemand.
- Johannes Mühlenkamp (1910-1986), officier supérieur allemand.
- Charles Fosset (1910-1989), international de football français
- Kurt Adolf Mautz (1911-2000), écrivain et critique littéraire allemand.
- Wolf Ackva (1911-2000), acteur allemand.
- Hermann Drum (1911-1945), homme politique allemand.
- Solange Bertrand (1913-2011), artiste-peintre française.
- Oskar Denger (1916), enseignant et auteur allemand.
- Hans Lautenschlager (1919-2007), homme politique allemand, député européen.
- René Bour (1920-2010), enseignant et historien local.
- Gabriel Braun (1921-1983), footballeur français de 1941 à 1952.
- Jean Rustin (1928-2013), artiste-peintre français.
- André Hess, (1933-2004), footballeur français de 1953 à 1967.
- Kiliann Sildillia (2002-), footballeur français.

### Personnalités liées à Montigny-lès-Metz
- Joseph Alois Bach (1838-1912), commandeur de l'Ordre de Pie IX, inhumé à Montigny-lès-Metz.
- Jean-Vincent Scheil (1858-1940), assyriologue, qui a traduit le Code de Hammurabi, a étudié au petit séminaire de Montigny-lès-Metz.
- Adolf Steinmetz (1868-1919), architecte allemand, représentant de l'architecture wilhelmienne décédé en 1919 à Montigny-lès-Metz.
- Joseph Cressot (1882-1954), directeur de l’École normale de garçons de Montigny-lès-Metz entre 1930 et 1941.
- Patrick Dils, né en 1970, victime d'une erreur judiciaire pour des crimes survenus à Montigny-lès-Metz.
- Francis Heaulme, né en 1959, tueur en série, condamné pour les crimes précédents.
- Marion Montaigne, née en 1980, illustratrice et scénariste de bande dessinée française, ancienne élève à l'ensemble scolaire Jean XXIII[51].